# Liste des évêques de Versailles
Cette page dresse la liste des évêques de Versailles. Présentant la création puis l'officialisation du diocèse de Versailles, elle détaille certains éléments biographiques des différents titulaires de la fonction, et en présente leurs blasons.

## Histoire de la fonction
Le diocèse de Versailles, dont les évêques de Versailles ont la charge, est érigé en 1801, à partir de portions détachées des diocèses de Paris, de Rouen, de Chartres et d'Évreux. Couvrant d'abord le territoire de l'ancien département de Seine-et-Oise, il couvre depuis 1966 ou 1968 celui du département des Yvelines et est un suffragant de l'archidiocèse de Paris. Son siège se situe 16 Rue Monseigneur Gibier, à Versailles, et la cathédrale du diocèse est l'église Saint-Louis de Versailles. 
Comme pour la quasi-totalité des diocèses français, l'évêque de Versailles est choisi directement par le pape, et à ses 75 ans, le titulaire de la charge doit présenter sa démission au pape qui est libre de l'accepter ou non immédiatement.

### Diocèse constitutionnel
Deux évêques constitutionnels se sont succédé pendant la période de l'Église constitutionnelle (1790 à 1801) à la tête du diocèse du département de Seine-et-Oise, mais qui occupèrent le siège de Versailles. Le premier fut Jean-Julien Avoine né au Havre en 1741, il est sacré évêque le 27 mars 1791 et meurt le 3 novembre 1793. De là suit une période de vacance du siège, suivie en 1796 d'un synode organisé par Augustin-Jean-Charles Clément qui se fait élire peu après évêque du diocèse, il démissionne en 1801 avec le début du régime concordataire.

## Les évêques
Douze évêques se sont succédé à la tête du diocèse de Versailles, depuis sa fondation officielle reconnue par le Saint-Siège avec le concordat de 1801 :
| Portrait | Armoiries | Épiscopat   | Titulaire                   | Notes |
| -------- | --------- | ----------- | --------------------------- | --- |
|          |           | 1801 à 1827 | Louis Charrier de La Roche  | né le 17 mai 1738 à Lyon, est devenu évêque constitutionnel de la Seine-Inférieure (Archidiocèse de Rouen), puis est devenu le premier évêque de Versailles le 9 avril 1802, il meurt le 17 mars 1827 à Versailles et est inhumé dans le caveau épiscopal. |
|          |           | 1827 à 1832 | Jean-François Borderies     | né le 24 janvier 1764 à Montauban, il est nommé évêque de Versailles le 25 juin 1827, et meurt dans sa charge le 4 août 1832. |
|          |           | 1832 à 1844 | Louis Blanquart de Bailleul | est né le 8 septembre 1795 à Calais, il est nommé évêque de Versailles le 17 décembre 1832, et est nommé archevêque de Rouen le 17 juin 1844, il se retire de sa charge le 12 mars 1858 et meurt le 30 décembre 1868. |
|          |           | 1844 à 1857 | Jean Gros                   | né le 7 octobre 1794 à Reims dans la Marne, il est nommé évêque de Saint-Dié le 27 janvier 1843, puis évêque de Versailles le 17 juin 1844, il meurt dans sa charge le 13 décembre 1857. |
|          |           | 1858 à 1877 | Jean-Pierre Mabile          | est né le 20 septembre 1800 à Rurey dans le Doubs, il est nommé évêque de Saint-Claude le 30 juillet 1851, puis évêque de Versailles le 23 janvier 1858, il meurt dans sa charge le 7 mai 1877. |
|          |           | 1877 à 1904 | Pierre Goux                 | né le 13 mars 1827 à Toulouse dans la Haute-Garonne, il est nommé évêque de Versailles le 20 septembre 1877 et meurt dans sa charge le 29 avril 1904. |
|          |           | 1906 à 1931 | Charles Gibier              | est né le 24 décembre 1849 à Artenay dans le Loiret, il est nommé évêque de Versailles le 21 septembre 1906 et meurt dans sa charge le 3 avril 1931. |
|          |           | 1931 à 1952 | Benjamin Roland-Gosselin    | est né le 17 décembre 1870 à Paris, il est nommé évêque auxiliaire de Paris avec le siège titulaire de Mosynople (de) le 3 juillet 1919, il est nommé évêque coadjuteur de Versailles le 12 mars 1926 et en devient l'évêque le 3 avril 1931, sa démission est acceptée le 12 avril 1952 transféré ainsi au siège titulaire de Sigus (de), puis comme archevêque titulaire de Laodicée-en-Syrie (de) le 23 avril 1952, il meurt le 22 mai 1952. |
|          |           | 1953 à 1967 | Alexandre Renard            | né le 2 juin 1906 à Avelin il est nommé évêque de Versailles le 19 août 1953 puis nommé archevêque de Lyon le 28 mai 1967 puis cardinal par le pape Paul VI le 26 juin, il se retire le 29 octobre 1981, et meurt le 8 octobre 1983. |
|          |           | 1967 à 1988 | Louis Simonneaux            | né le 19 janvier 1916 à Servon-sur-Vilaine en Ille-et-Vilaine, il est nommé le 30 septembre 1967 évêque de Versailles, il se retire le 4 juin 1988 et meurt le 22 janvier 2009. |
|          |           | 1988 à 2001 | Jean-Charles Thomas         | né le 16 décembre 1929 à Saint-Martin-des-Noyers en Vendée, a été successivement évêque auxiliaire de Dax, puis évêque d'Ajaccio, il s'est résigné en 2001 de sa charge d'évêque de Versailles et meurt le 14 octobre 2023. |
|          |           | 2001 à 2020 | Éric Aumonier               | né le 22 février 1946 à Paris, il est nommé évêque auxiliaire de Paris le 12 juillet 1996 avec le siège titulaire de Malliana. Nommé évêque de Versailles le 11 janvier 2001, il se retire le 17 décembre 2020. |
|          |           | depuis 2021 | Luc Crepy                   | né le 12 mai 1958 à Lille dans le Nord, il est nommé évêque du Puy-en-Velay le 12 février 2015. Nommé évêque de Versailles le 6 février 2021. |

## Évêque auxiliaire
- Paul Richaud de janvier 1934 à juillet 1938, est ensuite nommé évêque de Laval ;
- Henri Audrain (Henri Maurice Albert Audrain) d'octobre 1938 à février 1954, est ensuite nommé évêque coadjuteur d'Auch ;
- Elie Vandewalle d'août 1958 à décembre 1960 ;
- Albert Malbois de mars 1961 à octobre 1966, est ensuite nommé évêque de Corbeil ;
- André Rousset de février 1963 à octobre 1966, est ensuite nommé évêque de Pontoise ;
- Bruno Valentin de décembre 2018 à juillet 2022, est ensuite nommé évêque coadjuteur de Carcassonne et Narbonne.

## Voir aussi

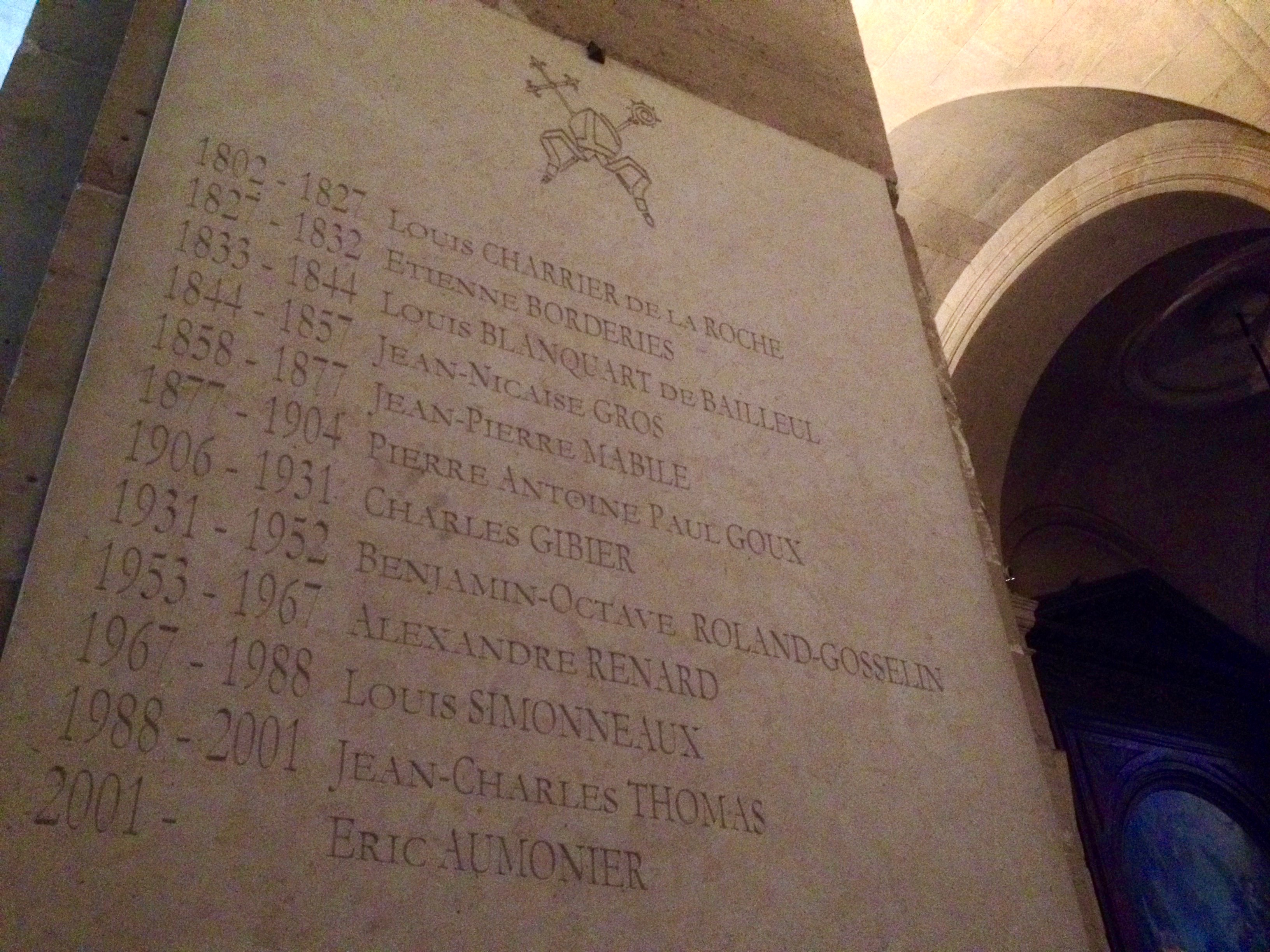
Plaque des évêques de Versailles dans la cathédrale